# Жёлтая длиннорылая рыба-бабочка
Жёлтая длиннорылая рыба-бабочка (лат. Forcipiger flavissimus) — морская рыба из семейства щетинозубых (Chaetodontidae).

## Описание
Жёлтая длиннорылая рыба-бабочка длиной 22 см. Тело сплющено по бокам, ярко-жёлтого цвета. Верхняя часть головы тёмная, нижняя часть серебристо-белая. Спинные и анальные плавники жёлтые с голубыми кантами. В нескольких регионах, прежде всего, в Тихом океане, вид образует меланистические, коричневые или чёрные морфы. Очень похож на близкий вид F. longirostris, от которого отличается сравнительно коротким рылом, более крупным ртом и отсутствием чёрных пестрин на белых чешуях груди. В задней части основания анального плавника небольшое чёрное «глазное пятно».

## Распространение
У вида самый большой из всех щетинозубых ареал, который простирается от Красного моря и восточного побережья Африки через всю тропическую Индо-Тихоокеанскую область до юга Калифорнии, островов Ревилья-Хихедо и Галапагосских островов и тихоокеанского побережья Панамы. Северная граница ареала проходит по побережью юга Японии и Гавайев, на юге вид встречается у острова Лорд-Хау.

## Образ жизни
Рыба держится поодиночке или небольшими группами до 5 особей, взрослые рыбы живут чаще в парах. Обычна в коралловых рифах у скальных стенок. Часто образуют смешанные группы с Forcipiger longirostris, в которых Forcipiger flavissimus количественно всегда преобладает. Рыба питается мелкими беспозвоночными животными, в том числе гидроидными, яйцами рыб и мелкими ракообразными, предпочитает, однако, мягкие ткани иглокожих и жабры многощетинковых червей (Polychaeta).